# Il sentiero della gloria
Il sentiero della gloria (Gentleman Jim) è un film del 1942 diretto da Raoul Walsh.
La sceneggiatura di Vincent Lawrence e Horace McCoy si basa sulla biografia (romanzata) di James J. Corbett, campione del mondo dei pesi massimi dal 1892 al 1897, riconosciuto dall'International Boxing Hall of Fame come uno dei più grandi pugili di tutti i tempi.
Il film viene citato nel celebre brano Hurricane di Bob Dylan, quando il celebre cantante immagina il dialogo tra la polizia e Bradley, uno dei criminali testimoni al processo di Rubin Carter: la polizia vuole a tutti i costi imputare Carter del triplice omicidio, spiegando a Bradley che il pugile, in quanto afroamericano, non è paragonabile a Gentleman Jim.
”We want to put his ass in stir, we want to pin this triple murder on him: he ain't no Gentleman Jim" (Bob Dylan)

## Trama
James Corbett, simpatico ed aitante giovanotto ha delle qualità atletiche che lo fanno eccellere nella boxe. Con l'aiuto della giovane figlia di un senatore riesce a farsi ammettere in un aristocratico club dove ha modo di mettere in valore le sue doti rivoluzionando la tecnica della boxe elevandola al rango di uno sport cavalleresco. Da qui ha inizio la sua sorprendente carriera che in breve tempo lo porta ad essere campione del mondo dei pesi massimi. La figlia del senatore, benché non lo voglia dimostrare, nutre per il giovanotto un sincero affetto e dopo una serie di ripicche i due innamorati realizzano il loro sogno.

## Produzione
Il film fu prodotto dalla Warner Bros. Pictures (A Warner Bros.-First National Picture). Venne girato dal 20 maggio 1942 al 23 luglio 1942 in California, a Santa Anita e Santa Ana e al Los Angeles County Arboretum & Botanic Garden di Arcadia, al 301 di N. Baldwin Avenue.

## Distribuzione
Distribuito dalla Warner Bros. Pictures, il film uscì nelle sale cinematografiche USA il 14 novembre 1942. Il 25 novembre, venne presentato a New York. Uscito in tutto il mondo, il film fu distribuito in Italia nel dopoguerra, il 26 agosto 1948 con il titolo Il sentiero della gloria.